# Sigebert von Gembloux
Sigebert von Gembloux OSB, latinisiert Sigebertus Gemblacensis (* um 1030; † 5. Oktober 1112 in Gembloux), war ein Historiograph, Hagiograph, Theologe, Liturgiker, Komputist und Publizist.

## Leben und Wirken
Sigebert kam als Knabe zur Zeit des Abtes Olbert (1012–1048) an das Kloster Gembloux in der Diözese Lüttich. Von dort wurde er zwischen 1048 und 1072 durch Olberts Nachfolger Mysach († 10. November 1071) als Scholaster nach Metz an das von Mysachs Bruder Folkuin ab 1051 geleitete Kloster St. Vincentius geschickt, wo Sigebert die Vita Bischof Dietrichs I. von Metz, des Gründers seines Klosters, verfasste. Nach Mysachs Tod kehrte er zwischen 1071 und 1075 nach Gembloux zurück, wo er an der dortigen Klosterschule lehrte. Er hatte in den 1060er Jahren die metrische Passio Sanctae Luciae virginis in 370 alkäischen Strophen und in den 1070er Jahren eine metrische Passio Sanctorum Thebeorum in drei Büchern von zusammen 2895 Hexametern und Pentametern verfasst, in der er auch Victor von Xanten, Victor und Ursus von Solothurn, Tyrsus von Trier, Gereon von Köln und seine Gefährten, die 50 Bonner Märtyrer sowie Alexander von Bergamo und Secundus von Ventimiglia erwähnt und umfangreiche zahlensymbolische Exegesen vorträgt. Um die gleiche Zeit entstand die Vita Wicberti, die dem Gründer des Klosters Gembloux gewidmet ist. In Streitschriften verteidigte er Lütticher Ansprüche gegen die Gregorianische Reform und trat auf Seiten des Königs mit einer Denkschrift für das königliche Investiturrecht ein. Seinem Liber de viris illustribus fügte er nach dem Vorbild des Hieronymus und anderer spätantiker und frühmittelalterlicher Autoren einen Werkkatalog seiner eigenen Schriften an.

## Die Chronik
Sigeberts Hauptwerk ist eine Weltchronik, die er in seinen letzten Lebensjahrzehnten verfasste und 1106 präsentierte. Sie beginnt mit dem Jahr 381, schließt damit an die Chronik des Hieronymus an, und endet mit dem Jahr 1111, also kurz vor seinem Tod, wurde somit nach der Fertigstellung noch einige Jahre fortgeführt. Sigebert stellt jedoch in weiten Teilen bereits bekannte Tatsachen und Legenden streng chronologisch zusammen, wobei eine inhaltlich eigene Leistung erst für die Zeit, die er selbst erlebt hat, also ab dem zweiten Drittel des 11. Jahrhunderts, erkennbar ist.
Sigeberts Chronik war in den folgenden Jahrhunderten weit verbreitet. Sie galt als zuverlässig, wurde oft zitiert und als Quelle angegeben sowie ergänzt. Die im 19. Jahrhundert erfolgte kritische Prüfung hat jedoch ergeben, dass Sigebert bei der Zusammenstellung seiner Chronik bei weitem nicht so sorgfältig gearbeitet hat, wie bis dahin angenommen wurde. Darüber hinaus stammen seine Angaben fast durchweg aus heute noch existierenden Quellen, so dass der zusätzliche Informationsgehalt seiner Arbeit tatsächlich gering ist.

## Werkausgabe
- Sigeberti Gemblacensis chronica cum continuationibus. In: Georg Heinrich Pertz u. a. (Hrsg.): Scriptores (in Folio) 6: Chronica et annales aevi Salici. Hannover 1844, S. 268–535 (Monumenta Germaniae Historica, Digitalisat)
- Ernst Dümmler: Sigeberts von Gembloux Passio sanctae Luciae virginis und Passio sanctorum Thebeorum (Aus den Abhandlungen der Königlich Preussischen Akademie der Wissenschaften zu Berlin 1893), Verlag der Königlichen Akademie der Wissenschaft, Berlin 1893.
- Tino Licht (Hrsg.): Sigebert von Gembloux († 1112): Acta Sanctae Luciae (= Editiones Heidelbergenses Bd. 34). Winter, Heidelberg 2008, ISBN 978-3-8253-5368-1.
- Christoph Walther: Sigebert von Gembloux († 1112) Das Leben des Heiligen Wibert. Vita, Elevatio und Miracula S. Wicberti, Liturgische Zeugnisse. Edition, Übersetzung, Kommentar, (= Editiones Heidelbergeses Bd. 37). Winter, Heidelberg 2019, ISBN 978-3-8253-6880-7.